# Karl J. Friston
Karl John Friston, né le 12 juillet 1959, est un neuroscientifique britannique de l'University College London reconnu pour ses travaux en matière d'imagerie cérébrale et de neurosciences théoriques. En imagerie, il est à l'origine de la cartographie paramétrique statistique et de la modélisation causale dynamique (en). En neurosciences théoriques, il est un des promoteurs du principe de l'énergie libre, de l'inférence active et de la théorie du codage prédictif (en).
L'importance de ces recherches a été saluée par la communauté scientifique, donnant lieu à de nombreux prix et honneurs. 

## Formation et carrière
Karl Friston a étudié à la Ellesmere Port Grammar School, rebaptisée plus tard Whitby Comprehensive de 1970 à 1977. Il étudie les sciences naturelles (physique et psychologie) à l'Université de Cambridge et termine son cursus de médecine au King's College Hospital de Londres en 1983. Il complète sa formation par une spécialisation en psychiatrie de 1985 à 1988 à l'Université d'Oxford. Il est nommé professeur de neurosciences à l'University College de Londres en 1998 et est directeur scientifique du Wellcome Centre for Human Neuroimaging (en) depuis 2001. Il occupe également un poste de consultant honoraire à l'Hôpital national de neurologie et de neurochirurgie.

## Contributions scientifiques
Karl Friston est connu pour ses travaux en imagerie cérébrale et neurosciences théoriques en particulier l'utilisation de méthodes statistiques inspirées de la physique pour modéliser les données de neuroimagerie et d'autres systèmes dynamiques aléatoires,,,,,.
Il a inventé la cartographie paramétrique statistique : SPM est une norme internationale d'analyse des données d'imagerie et repose sur le modèle linéaire général et la théorie des champs aléatoires (développée avec Keith Worsley). En 1994, son groupe a développé la morphométrie basée sur les voxels. Le VBM détecte les différences de neuroanatomie et est utilisé en clinique et comme substitut dans les études génétiques.
Ces contributions techniques ont été motivées par la recherche sur la schizophrénie et les études théoriques sur l'apprentissage des valeurs (avec Gerry Edelman ). Sur le thème de la schizophrénie, il propose dès 1995 avec Chris Frith l’hypothèse de dysconnexion qui considère que des connexions dysfonctionnelles entre les diverses aires cérébrales favorisent les hallucinations et délires. Ces dysconnexions proviendraient d'une régulation anormale de la plasticité synaptique des synapses dépendantes au NMDA (N-methyl-D-asparate) par des neuromodulateurs tels que la dopamine.
En 2003, il propose la  modélisation causale dynamique (en) pour déduire l'architecture de systèmes distribués comme le cerveau. Les contributions mathématiques incluent le filtrage variationnel de Laplace et le filtrage généralisé, qui utilisent des méthodes bayésiennes variationnelles pour l'analyse des séries chronologiques. Friston est principalement connu pour ses modèles d'intégration fonctionnelle dans le cerveau humain et les principes qui sous-tendent les interactions neuronales. Sa principale contribution à la neurobiologie théorique est un principe d'énergie libre variationnelle ( inférence active dans le cadre d'un modèle de fonctionnement bayésien du cerveau ).

## Récompenses et autres fonctions
Friston est l'un des scientifiques les plus cités de tous les temps et en 2016, il a été classé no 1 par Semantic Scholar dans la liste des 10 neuroscientifiques les plus influents.
En 1996, Friston a reçu le premier prix des jeunes chercheurs en cartographie du cerveau humain et a été élu membre de l' Académie des sciences médicales (1999) en reconnaissance de ses contributions aux sciences biomédicales. En 2000, il a été président de l' Organisation internationale pour la cartographie du cerveau humain. En 2003, il a reçu le Minerva Golden Brain Award et a été élu membre de la Royal Society en 2006 et a reçu une médaille du Collège de France en 2008.
Il est devenu Fellow de la Royal Society of Biology en 2012, a reçu le Weldon Memorial Prize and Medal en 2013 pour ses contributions à la biologie mathématique et a été élu membre de l'EMBO en 2014 et de l'Academia Europaea en 2015. Il a été le récipiendaire 2016 du prix Charles Branch pour des percées inégalées dans la recherche sur le cerveau et du prix Glass Brain de l' Organisation pour la cartographie du cerveau humain. Il est titulaire de doctorats honorifiques des universités de York, Zurich, Liège et Radboud University.
En 2020, il applique la modélisation causale dynamique à la modélisation épidémiologique pour la pandémie de COVID-19. Il est ensuite devenu membre de Independent SAGE, une alternative indépendante et publique à l'organe consultatif gouvernemental.